# Bansalan
Bansalan é um município de  primeira classe de renda municipal (d) na província Dávao do Sul, nas Filipinas. De acordo com o censo de 1 de maio  de  2020 possui uma população de 62 737 pessoas e 17 641 domicílios.